# Nordre Dvina-kanalen
Nordre Dvina-kanalen (russisk: Северо-Двинский канал, tr. Severo-Dvinskij kanal eller Северо-Двинская водная система, tr. Severo-Dvinskaja vodnaja sistema) er en 135 km lang kanal i Vologda oblast i Rusland. Den sammenbinder Volga-Østersøkanalen med Nordre Dvinas biflod Sukhona. 
I vest starter Nordre Dvina-kanalen ved floden Sjeksna, der er en del af Volga-Østersøkanalen, 10 km syd for byen Kirillov. Kanalen går først nord over mod Kirillov, der efter mod nordøst gennem flere mindre søer, før den gradvis drejer mod sydøst og ender i den nordvestre ende af Kubenskojesøen, hvor Sukhona-floden løber ud i sydøst.
Kanalen blev anlagt mellem 1825 og 1828 og blev opkaldt efter Alexander af Württemberg, der som transportminister under Alexander 1. og Nikolaj 1. var leder af byggeriet.
Kanalens højeste niveau ved vandskellet er 116,8 moh.